# Газін Володимир Прокопович
Володи́мир Про́копович Га́зін (нар. 24 вересня 1936, село Нове Поріччя, нині Городоцького району Хмельницької області — смерть 13 жовтня 2021р. ) — український історик, один із провідних германістів України. Доктор історичних наук (2001). Професор (2004). Заслужений працівник освіти України (2009).

## Біографія
Володимир Прокопович Газін Народився в с. Нове Поріччя 24 серпня 1936 року. У сім'ї колгоспників.
В 1951 році закінчив із похвальною грамотою семирічку, а в 1955р. – із червоним дипломом Хотинське педучилище. По закінченню училища працював один рік в Чорниводах в школі вчителем початкових класів. 1956 році поступив в Чернівецький державний університет на історичний факультет. Закінчив навчання у 1961 році. 
У 1961—1976 роках працював учителем історії та суспільствознавства, завучем молодших класів, учителем позакласної та позашкільної роботи середньої школи у Ворохті Івано-Франківської області. 
Одружився та працював учителем історії та суспільствознавства на Івано-Франківщині. У 1971—1975 роках заочно навчався в аспірантурі Чернівецького університету за спеціальністю «Всесвітня історія». Тема дисертації: Борьба германского империализма, за восстановление утраченных позиций в Центральной Европе после Версальского договора, 1919-1932 гг
У 1979 р. в Ужгородському університеті захистив кандидатську дисертацію. З осені 1976 р. В. Газін почав працювати на посаді асистента кафедри всесвітньої історії Кам'янець-Подільського педінституту, 1979 року в Ужгородському університеті він захистив кандидатську дисертацію. А з 2004р. – професором до останніх днів свого життя. Помер В.П.Газін 13 жовтня 2022 року.
У останні роки життя Володимир Газін — професор кафедри всесвітньої історії Кам'янець-Подільського національного університету.
Докторську дисертацію присвячено історії Веймарської республіки (захистив 27 червня 2001 року в Чернівецькому національному університеті імені Юрія Федьковича). 
У лютому 2004 року йому надано вчене звання професора.
Відмінник освіти України. Відзначено Почесною грамотою Міністерства освіти та науки України.
16 січня 2009 року надано звання «Заслужений працівник освіти України» — за вагомий особистий внесок у справу консолідації українського суспільства, розбудову демократичної, соціальної і правової держави та з нагоди Дня соборності України .
Помер В.П. Газін 13 жовтня 2022 року.